# Saint Seiya: Soul of Gold
Saint Seiya: Soul of Gold (聖闘士星矢 黄金魂 -soul of gold-, Seinto Seiya Sōru Obu Gōrudo), ou Os Cavaleiros do Zodíaco: Alma de Ouro nos países lusófonos, é uma série de anime ONA, e spin-off do anime clássico Os Cavaleiros do Zodíaco, adaptação do mangá de mesmo nome de Masami Kurumada.
A série foi anunciada em 29 outubro no Tamashii Nation Figure Expo de 2014 no Japão, onde o enredo do anime foi revelado, revelando que se concentraria nos Cavaleiros de Ouro falecidos após a batalha de Atena contra Hades no século XX.
Também foi revelado que a abordagem da série seria uma história de anime original, pois não seria uma adaptação de nenhum dos arcos contidos no mangá de Kurumada ou outros spinoffs relacionados na franquia.
Um evento oficial seria realizado em 31 de outubro de 2014, na Tamashii Nation 2014 Expo no Japão, para apresentar ainda mais a série à mídia especializada e ao público. Saint Seiya: Soul of Gold foi lançado em 11 de abril de 2015. Soul of Gold faz parte dos projetos que comemoram o 40º aniversário de Kurumada como mangaká. Soul of Gold atraiu uma audiência de 50 milhões em todo o mundo em setembro de 2015.

## Enredo
Depois de dar suas vidas para destruir o Muro das Lamentações e, assim, ajudar Seiya e seus amigos a chegarem aos Campos Elísios para proteger Atena, todos os doze Cavaleiros de Ouro reaparecem em Asgard, após serem misteriosamente revividos. Enquanto procuram respostas sobre por que eles foram trazidos de volta à vida e por quem, os Cavaleiros de Ouro devem lutar contra os novos guerreiros deuses e um novo inimigo que ameaça Asgard chamado Andreas, que mais tarde se revela como o corpo hospedeiro de Loki, um Deus nórdico maligno que visa controlar toda Hasgard no lugar do Deus Odin. Isso tudo com suas novas Armaduras aprimoradas, que são as poderosas armaduras divinas, assim como as de Seiya e os outros.

## Personagens

### Cavaleiros de Ouro
Aiolia de Leão (獅子座 アイオリア, Reo no Aioria)
O guardião da casa de Leão, e protagonista durante esses eventos em Asgard. Após sacrificar sua vida para destruir o Muro das Lamentações, é revivido junto aos outros Cavaleiros de Ouro em Asgard. Sem saber o motivo por ter revivido acaba se juntando a Lyfia, para combater o recém nomeado representante de Odin Andreas Lise, considerado por ela como inimigo de Asgard. Graças ao pingente de seu irmão, dado a ele por Athena, durante seu rápido confronto contra o Guerreiro Deus Frodi, Aiolia desperta sua Armadura Divina aumentando imensamente seu poder graças a isso sai vitorioso do embate, mais tarde ele volta à enfrentar Frodi, mas são interrompidos por Lyfia que revela ser quem trouxe os Cavaleiros de Ouro a vida, e pelo também misterioso Guerreiro Deus Utgarda de Garm. Perto do fim no encalço da batalha final, Aiolia que havia sido escolhido pelo deus Odin, que havia reencarnado em sua nova representante Lyfia, veste a sagrada armadura do Supremo Deus Odin, agora na versão dourada. Mesmo com o poder da sagrada armadura de Odin, ele acaba sendo vencido por Loki, que agora possuía o poder da Lança Gungnir. Ele é trazido a vida novamente trajando sua armadura de ouro para travar a batalha final contra Loki. Depois da terrível batalha contra Loki, sua armadura de Leão é enviada para Ikki que se encontrava nos Elísios com a ajuda de Poseidon, o imperador dos oceanos que temporariamente reencarna no corpo de Julian Solo, antes de desaparecer se despede de Lyfia deixando seu pingente com ela.
Aiolos de Sagitário (射手座 アイオロス, Sajitariasu no Aiorosu)
Irmão mais velho de Aiolia, guardião da casa de Sagitário. Havia morrido ao tentar proteger Athena ainda bebê 13 anos antes dos acontecimentos da série original do anime. É revivido junto aos outros Cavaleiros de Ouro, e através do pingente de seu irmão, o encorajou a encontrar o verdadeiro motivo do mesmo ter revivido, dando assim forças que Aiolos despertasse sua Armadura Divina. No episódio 6. aparece em um flashback lutando contra Andreas em busca de saber o que realmente estava acontecendo, disparou uma flecha na grande árvore Yggdrasil, que acaba atingindo também o vilão, antes de cair de uma montanha. Aiolos também apresentou os símbolos de Einherjar em seu corpo durante a batalha. Durante a batalha ele só consegue evoluir apenas o arco e flecha, enquanto os demais cavaleiros qualquer respectiva armadura. Depois da luta contra Andreas, apenas restou sua armadura, exceto o elmo, porque ele foi o primeiro dourado a ser revivido e depois confrontar Andreas. Ele depois sobrevive, exceto sua armadura e aguardou o momento certo para entregar a Aiolia o artefato Draupnir, espécie de soco inglês, que seria usado para aprisionar Loki. Mesmo sendo vencido junto de seu irmão, ele é trazido a vida novamente trajando sua armadura de ouro para travar a batalha final contra Loki. Depois da batalha final contra Loki, eles depois vão para os Elísios com a ajuda de Poseidon, o imperador dos oceanos que temporariamente reencarna no corpo de Julian Solo.
Mu de Áries (牡羊座 ムウ, Ariesu no Mū)
O guardião da casa de Áries (ou Carneiro). Após sacrificar sua vida para destruir o Muro das Lamentações, é revivido junto aos outros Cavaleiros de Ouro, Mu chega a uma vila abandonada onde encontra um garoto completamente sozinho. Depois de encontrar Lyfia que explica o que está acontecendo, perceber que o Guerreiro Deus Fafner que havia encontrado pouco antes de encontrar o vilarejo, é na verdade um novo inimigo. Mu aparece conversando com Shaka sobre o motivo de receberem uma nova vida e sobre as Armaduras Divinas que já haviam despertado. Ele acaba sendo pego pela Grande Raiz da Yggdrasil ao fazer o Exclamação de Athena junto de Dohko e Saga. Ele é trazido a vida graças a Aphrodite, que colocou os cavaleiros de ouro em um estado de morte temporária. Depois da batalha final contra Loki, eles depois vão para os Elísios com a ajuda de Poseidon, o imperador dos oceanos que temporariamente reencarna no corpo de Julian Solo.
Milo de Escorpião (蠍座 ミロ, Sukōpion no Miro)
Guardião da casa de Escorpião. Após sacrificar sua vida para destruir o Muro das Lamentações, é revivido junto aos outros Cavaleiros de Ouro, Milo faz sua aparição torturando um soldado de Asgard em busca de informações sobre os outros Cavaleiros de Ouro. Acaba enfrentando Camus que estava, dessa vez, contra seus antigos companheiros, acaba sendo derrotado, mas sobrevive, depois vai atrás de seu antigo companheiro e acaba sendo atacado pelo mesmo junto a outros dois Guerreiros Deuses, mas acaba sendo salvo por Saga de Gêmeos. Mais tarde acaba sacrificando sua vida ao despertar sua Armadura Divina com a ajuda da adaga de ouro, utilizada para tirar a vida de Athena quando a mesma partiu para o submundo, para ajudar a destruir a barreira a qual estava absorvendo os cosmos dos dourados. Assim como seus companheiros, também apresentou as marcas de Einherjar. Ele sucumbe ao evoluir sua armadura para armadura divina e depois de destruir seu indutor que emitia a barreira na Grande Raiz e também drenava o cosmo dos cavaleiros que fazia aparecer as marcar de Einherjar, nesse evento, tem seu corpo capturado pela Grande Raiz da Yggdrasil. Ele é trazido a vida graças a Aphrodite, que colocou os cavaleiros de ouro em um estado de morte temporária. Depois da batalha final contra Loki, eles depois vão para os Elísios com a ajuda de Poseidon, o imperador dos oceanos que temporariamente reencarna no corpo de Julian Solo.
Aldebaran de Touro (牡牛座 アルデバラン, Taurusu no Arudebaran)
O Guardião da casa de Touro. Após sacrificar sua vida para destruir o Muro das Lamentações, é revivido junto aos outros Cavaleiros de Ouro, aparece e logo encontra Dohko, ainda se perguntando o verdadeiro motivo de estar vivo novamente acaba enfrentando o Guerreiro Deus Heracles na arena onde encontrou seu companheiro. Mais tarde enfrenta novamente o mesmo adversário, após vencer utiliza sua última chama de cosmo para destruir a estátua para dar continuidade a luta de seus companheiros. Como Milo, ele também tem seu corpo capturado pela Grande Raiz da Yggdrasil. O chifre de sua armadura continua cortado assim como na série clássica. Assim como seus companheiros, também apresentou as marcas de Einherjar. Ele é trazido a vida graças a Aphrodite, que colocou os cavaleiros de ouro em um estado de morte temporária. Depois da batalha final contra Loki, eles depois vão para os Elísios com a ajuda de Poseidon, o imperador dos oceanos que temporariamente reencarna no corpo de Julian Solo.
Camus de Aquário (水瓶座 カミュ, Akueriasu no Kamyu)
O guardião da casa de Aquário. Após sacrificar sua vida para destruir o Muro das Lamentações, é revivido junto aos outros Cavaleiros de Ouro e decide usar sua nova vida para servir a seu amigo de infância Surtr, o qual teve sua irmã morta pelo próprio cavaleiro de Aquário. Acaba enfrentando Milo e depois Shura que ao ser morto pela espada de Surtr, faz com que Camus volte a ser um verdadeiro cavaleiro e enfrentar seu próprio amigo Surtr, para assim destruir a estátua. No fim da luta, antes de morrer também apresentou as marcas de Einherjar, assim como os outros dourados. Ele evolui sua armadura para uma armadura divina e consegue derrotar Surtr e destruir a estátua. Assim como Milo e Aldebaran, ele tem seu corpo pego pela Grande Raiz da Yggdrasil. Ele é trazido a vida graças a Aphrodite, que colocou os cavaleiros de ouro em um estado de morte temporária. Depois da batalha final contra Loki, eles depois vão para os Elísios com a ajuda de Poseidon, o imperador dos oceanos que temporariamente reencarna no corpo de Julian Solo.
Shaka de Virgem (乙女座 シャカ, Barugo no Shaka)
O guardião da casa de Virgem, conhecido como o "Homem mais próximo de Deus (Buda)", considerado um dos mais poderosos Cavaleiros do Santuário da nova geração a servir a deusa Athena. Após sacrificar sua vida para destruir o Muro das Lamentações, é revivido junto aos outros Cavaleiros de Ouro em Asgard, faz sua primeira aparição em uma espécie de caverna onde meditava tentando se comunicar com Athena que estava nos Elísios enfrentando Hades, para descobrir o verdadeiro motivo de ter ganhado uma nova vida. Após receber a resposta de Athena que revela que a terra de Asgard não estava sendo regida pela vontade de Odin, ele resolve partir para a batalha. O cavaleiro de Virgem enfrenta Baldr, o Guerreiro Deus considerado um Deus, mas Shaka descobre a verdade sobre o poder de Baldr, e abre seus olhos liberando seu cosmo, assim ele desperta sua Armadura Divina e com sua técnica Tesouro do Céu derrota o Guerreiro Deus salvando sua alma do poder que o dominava. Com a derrota Baldr perde seus poderes de invencibilidade, e começa sentir em seu corpo toda dor que recebeu durante sua vida em batalhas, Shaka então retira o sentido do tato de Baldr, permitindo que ele morra sem sentir dor. Ele também acaba sendo pego pela Grande Raiz da Yggdrasil após se sacrificar para criar uma oportunidade para Mu, Dohko e Saga realizarem a Exclamação de Athena. Ele é aparentemente trazido de volta à vida graças a Aphrodite, que colocou os Cavaleiros de Ouro pegos pela Grande Raiz em um estado de morte temporária. Depois da batalha final contra Loki, sua armadura de Virgem é enviada para Shun que estava nos Elísios com a ajuda de Poseidon, o Imperador dos Oceanos que havia temporariamente reencarnado no corpo de Julian Solo para ajudar os Cavaleiros de Bronze na luta contra Hades.
Shura de Capricórnio (山羊座 シュラ, Kapurikōn no Shura)
O guardião da casa de Capricórnio. Após sacrificar sua vida para destruir o Muro das Lamentações, é revivido junto aos outros Cavaleiros de Ouro, aparece enquanto Aiolia enfrenta uma ilusão do próprio cavaleiro de Capricórnio para ajudar o cavaleiro de Leão na luta. Enfrenta Camus de Aquário em uma das 7 câmaras, Mas acaba sendo morto pelo Guerreiro Deus Surtr e tem seu corpo capturado pela Grande Raiz da Yggdrasil. Ele é trazido a vida graças a Aphrodite, que colocou os cavaleiros de ouro em um estado de morte temporária. Depois da batalha final contra Loki, eles depois vão para os Elísios com a ajuda de Poseidon, o imperador dos oceanos que temporariamente reencarna no corpo de Julian Solo.
Deathmask de Câncer (蟹座 デスマスク, Kyansā no Desumasuku)
Também conhecido como Máscara da Morte de Câncer, o guardião da casa de Câncer (ou Caranguejo). Após sacrificar sua vida para destruir o Muro das Lamentações, é revivido junto aos outros Cavaleiros de Ouro, o cavaleiro da constelação de Câncer aparece em um bar na cidade, onde conhece Helena, uma garota pela qual se apaixona, no começo recusa se envolver na luta dos Cavaleiros de Ouro, mas após Helena ser morta pelo Guerreiro Deus Fafner o seu ódio desperta seu espirito de luta e parte para a Batalha, despertando sua Armadura Divina em uma breve batalha contra Andreas. Helena pede a Deathmask para que seus irmãos vivam e ajudem entre si, fato que fez com que Deathmask mudasse de caráter drasticamente. Aparece em uma das câmaras onde Mu de Áries estava lutando contra Fafner, ele leva o Guerreiro Deus para a entrada do Mundo dos Mortos e pede a Mu para que o deixe enfrentar o inimigo. Assim como Helena, Fafner aprisiona também os irmãos de Helena deixando Deathmask numa encruzilhada dizendo se ele morresse, os irmãos de Helena sucumbiriam. Os irmãos de Helena imploram a Deathmask para vingar a irmã e não se importar com que aconteça a eles, mas Deathmask desperta novamente sua Armadura Divina para derrotar o inimigo e utilizou o novo golpe Sekishiki Meiju-ha (Mortalha do Inferno) e deixá-lo preso na entrada do mundo dos mortos pela eternidade salvando os irmãos de Helena, mas ao voltar a terra depois de destruir a estátua acaba morrendo. Deathmask reluta a Mu por não conseguir alcançá-lo como prometeu e tem seu corpo absorvido pela Grande Raiz da Yggdrasil. Assim como seus companheiros, também apresentou as marcas de Einherjar. Ele é trazido a vida graças a Aphrodite, que colocou os cavaleiros de ouro em um estado de morte temporária. Depois da batalha final contra Loki, eles depois vão para os Elísios com a ajuda de Poseidon, o imperador dos oceanos que temporariamente reencarna no corpo de Julian Solo.
Aphrodite de Peixes (魚座 アフロディーテ, Pisukesu no Afurodīte)
O guardião da casa de Peixes. Após sacrificar sua vida para destruir o Muro das Lamentações, é revivido junto aos outros Cavaleiros de Ouro, aparece na cidade junto ao Deathmask e teve uma breve participação ao ir a encontro de Fafner para descobrir os segredos da Yggdrasil. Antes de morrer envia uma mensagem a Mu, mostrando como destruir a barreira da grande Árvore. Ele acaba tendo seu corpo pego pela Grande Raiz da Yggdrasil. Quando os cavaleiros capturados pela Yggdrasil retornam à vida, é revelado que Aphrodite, por ter sido capturado primeiro e ser imune ao veneno de qualquer planta, uma habilidade do antigo cavaleiro lendário de Lost Canvas Albafica de Peixes, havia bloqueado o poder da árvore, impedindo que todos os outros cavaleiros de ouro fossem mortos, deixando-os num estado de morte aparente para enganar Loki. Depois da batalha final contra Loki, eles depois vão para os Elísios com a ajuda de Poseidon, o imperador dos oceanos que temporariamente reencarna no corpo de Julian Solo.
Dohko de Libra (天秤座 童虎, Raibura no Dōko)
O guardião da casa de Libra (ou Balança) é um dos sobreviventes da última guerra santa, também conhecido como Mestre Ancião. Após sacrificar sua vida para destruir o Muro das Lamentações, é revivido junto aos outros Cavaleiros de Ouro, faz sua primeira aparição lutando contra soldados de Asgard, e depois bebendo em um bar. Ele foi o responsável por enfrentar o Guerreiro Deus Utgarda e depois descobre que ele também possui uma das marcas de Einherjar. Foi o único a vencer, e destruir o salão da Ametista com apenas um soco sem a necessidade de despertar a armadura divina. Ensina os dourados, os caminhos da vitória, age como um bom professor e mestre mas ele também acaba sendo pego pela Grande Raiz da Yggdrasil ao fazer o Exclamação de Athena junto de Mu e Saga, semelhante ao que aconteceu com quase todos. Ele é trazido a vida graças a Aphrodite, que colocou os cavaleiros de ouro em um estado de morte temporária. Depois da batalha final contra Loki, eles depois vão para os Elísios com a ajuda de Poseidon, o imperador dos oceanos que temporariamente reencarna no corpo de Julian Solo.
Saga de Gêmeos (双子座 サガ, Jemini no Saga)
O guardião da casa de Gêmeos (ou Gémeos). Após sacrificar sua vida para destruir o Muro das Lamentações, é revivido junto aos outros Cavaleiros de Ouro, o cavaleiro de Gêmeos faz sua primeira aparição ao salvar a vida de Milo, atacando Camus e os Guerreiros Deuses com seu golpe Explosão Galáctica, que acaba não surtindo efeito já que os inimigos estavam sendo protegidos pelo cosmo emitido pela Yggdrasil, ao ser atacado se teletransportou junto a Milo para outro lugar. Saga aparece em uma das câmaras para enfrentar o Guerreiro Deus Sigmund. Assim como Saga, Sigmund é irmão mais velho de Siegfried e Saga destrói parte do corpo da armadura de Sigmund. A armadura de Dubhe cobre parte do corpo de Sigmund, mas Saga entende a armadura de Siegfried e diz que está triste e aguarda por sua redenção. Andreas controla Sigmund, o tornando num Berserker, mas Saga evolui sua armadura para uma armadura divina e derrota Sigmund e destrói a estátua, mas não mata Sigmund. Ele acaba sendo pego pela Grande Raiz da Yggdrasil ao fazer o Exclamação de Athena junto de Dohko e Mu. Ele é trazido a vida graças a Aphrodite, que colocou os cavaleiros de ouro em um estado de morte temporária. Depois da batalha final contra Loki, eles depois vão para os Elísios com a ajuda de Poseidon, o imperador dos oceanos que temporariamente reencarna no corpo de Julian Solo.

### Guerreiros Deuses
Frodi de Gullinbursti (グリンブルスティのフロディ, Gurinburusuti no Furodi)
Ele era amigo de infância de Lyfia e desejava se tornar num guerreiro para protegê-la. Ele se torna num guerreiro deus e enfrenta Aiolia, mas acaba sendo derrotado quando Aiolia evolui sua armadura para uma armadura divina. Ele depois volta a ter seu duelo contra Aiolia, mas tem sua luta interrompida por Lyfia quando ela diz que foi ela que trouxe os cavaleiros de ouro a vida e para pagar esse crime seria a própria vida. Frodi se recusa a tirar a vida de Lyfia sabendo desse tal ato e tem seu corpo controlado por Andreas por causa da nova safira de Asgard criada por Fafner, mas ele destrói a safira antes de ser controlado. Lyfia tenta ela própria de tirar a vida mas Aiolia a deteve, mas tem sua vida tirada por Utgarda. Frodi enfrenta Utgarda e Aiolia passa as palavras de Lyfia dizendo que teria de seguir o coração. Depois de derrotar Utgarda, Frodi descobre da armadura de Odin, que tinha guardado dentro de si na  forma de Clostone, e com ela traz Lyfia de volta, que seria usada para transmitir uma última mensagem aos dourados restantes Aiolia e Aiolos.
Ataques:
Sieg Schwert - Espada da Vitória
Wildschwein Strahl - Feixe do Javali
Fafner de Nidhögg (ニーズヘッグのファフナー, Nīzuheggu no Fafunā)
Conhecido como um guerreiro cruel e impiedoso, assim como era Deathmask. Ele enfrenta Mu de Áries, mas ele aprisiona Mu para que sua vida seja usada como cobaia e fonte de vida da árvore Yggdrasil, mas Mu acaba sendo salvo por Aiolia. Ele depois enfrenta Aphrodite de Peixes e quase derrotado depois de Aphrodite descobrir os segredos da árvore Yggdrasil, mas Andreas em pessoa aparece. Aphrodite salva Helena, garota pela qual Deathmask se apaixona, mas tem seu corpo pego pela árvore Yggdrasil. A vida de Helena foi usada para Fafner criar as novas safiras de Odin, sendo a custa de sua vida. Fafner enfrenta Mu, mas a luta começa a ter equilíbrio até Deathmask chegar e o enviar para o outro mundo através da Ondas do Inferno. Além de Helena, ele também usa a vida dos irmãos de Helena nesse processo, e se ele caísse, os irmãos teriam o mesmo fim. Deathmask consegue derrotar Fafner, mas não o mata salvando os irmãos o prendendo no Mundo nos Mortos por toda a eternidade com o novo golpe Sekishiki Meiju-ha, também destruindo a estátua que ele protegia nesse processo.
Ataques:
Dragonewt Bullet - Rajadas de Dragonewt
Heracles de Tanngrisnir (タングリスニのヘラクレス, Tangurisuni no Herakuresu)
Era um grande guerreiro que ia duelar com Aldebaran no coliseu de Asgard, mas momentaneamente ele é derrotado quando Aldebaran evolui sua armadura para uma armadura divina. Ele volta a duelar com Aldebaran novamente, mas ao receber a nova safira de  Odin, isso faz com que Heracles despertasse sua verdadeira natureza. Aldebaran desperta sua armadura para armadura divina e derrota Heracles. Ao voltar a si, ele descobre que Aldebaran estava protegendo as crianças de seu ataque, que faz ele cair em si e Aldebaran usa seu golpe para destruir a estátua que ele estava protegendo ao invés de dele usa sua força para escapar da árvore Yggdrasil.
Ataques:
Ruota Falce - Foices de Roda
Ruota Tornado - Tornado de Roda
Surtr de Eikthyrnir (エイクシュニルのスルト, Eikushuniru no Suruto)
Ele era companheiro de treino de Camus de Aquário, mas teve sua irmã morta nesse evento. Ao Camus receber sua nova vida, Camus agora se torna um aliado de Surtr para se redimir de seu erro. Ao Shura destruir a estátua de gelo que Camus protegia, Surtr mata Shura e Shura acaba tendo sua vida puxada pela Grande Árvore de Yggdrasil. Ele revela que também existia a estátua de fogo e revela sua verdadeira natureza e dá adeus ao sentimento de companheirismo por causa da nova safira de Odin. Camus não gostando da forma como seu antigo companheiro atuava, ele o confronta até o fim e o derrota através da armadura divina e também a estátua que o protegia. Surtr depois se desperta e se sente envergonhado pelo que fez e diz que tinha algo a dizer, mas Camus diz para não dizer nada e que depois ele já o compreendeu e tem seu corpo arrastado pela Grande Raiz da Yggdrasil.
Ataques:
Flame Deer Maelstrom - Redemoinho Flamejante do Cervo
Hatred Blue Flame - Chama Azul do Ódio
Sigmund de Grani (グラニのシグムント, Gurani no Shigumunto)
Ele é irmão mais velho de Siegfried de Dubhe. Ele vê Hilda sendo possuída pelo anel de Nibelungo e aprisionado nas masmorras de Odin, onde ele era tratado por Andreas, antes dele se tornar representante de Odin. Ao terminar a guerra de Asgard, ele carrega um ódio pelos cavaleiros de Athena e pelo imperador dos oceanos por causar a morte de seu irmão, mas a alma de seu irmão consegue salvar seu irmão que estava impregnada na armadura de Dubhe. Saga salva Sigmund que estava sendo controlado por Andreas e também destrói a estátua que o protegia, mas não o mata. Sigmund eventualmente possa ser aquele que possa usar a armadura de Dubhe de seu irmão como novo representante de Asgard que possa lutar pela paz.
Ataques:
Pearl de Orkaan - Furacão Pérola
Pearl de Briller - Pérola de Briller
Baldr de Hraesvelgr (フレースヴェルグのバルドル, Furēsuverugu no Barudoru)
Na infância Baldr era um garoto bondoso que ajudava as pessoas do vilarejo onde vivia, mas com o tempo quase todos os moradores acabaram adoecendo por conta das duras condições do local, sobrecarregado com os trabalhos, Baldr queria obter algum poder para que assim pudesse fazer mais pelas outras pessoas, e assim é feito, ele recebe aparentemente o poder de um deus, e um corpo forte e indestrutível. Depois de ter seu desejo atendido, ele acaba por se perder e achar que aquele não era o local adequado para alguém com seu poder. Baldr então decide procurar um lugar digno dele e de seu poder, e acaba se tornando um guerreiro deus de Asgard, por requisição do próprio Andreas Lise, sendo considerado por todos como um deus e o mais forte entre os guerreiros deuses. Ele enfrenta o cavaleiro Shaka de Virgem que acaba por descobrir a verdade por detrás de seus poderes, com isso o dourado destrói a estátua da câmara de Luz, e também derrota Baldr mostrando a ele o caminho do qual tinha se desviado, e o que ele havia perdido ao receber seus grandes poderes. Ele depois morre sem o sentido do tato e agradece a Shaka por lhe permitir morrer sem dor e lhe mostrar o caminho da verdade.
Ataques:
Yr
Ansur
Utgarda de Garm (ガルムのウートガルザ, Garumu no Ūtogaruza)
Era um guerreiro deus mascarado a mando de Andreas. Ele enfrenta Dohko e também usa Lyfia como marionete. Dohko derrota Utgarda e o faz revelar seu rosto e também a marca de Einherjar que tanto ocultava e destrói a estátua que a protegia, como também salva Lyfia. Utgarda abandona a luta que teve com Dohko e mata Lyfia, que agora luta contra Frodi e acaba sendo derrotado em que este foi feito um buraco no estômago e morre em pé, mas dentro dele guardava a lendária armadura de Odin, como também sabia da existência de Loki em Andreas.
Ataques:
Hallucination Loup - Lobos da Alucinação

### Asgardianos
Andreas Lise (アンドレアス・リーセ, Andoreasu Rīse), receptáculo de Loki.
Ele era um médico que ajudava as pessoas. Ele depois fica intrigado com a Grande Raiz de Yggdrasil, evento do filme de Durval, que usaria para ajudar Asgard, mas Hilda era contra e disse que isso traria uma grande calamidade em Asgard e no mundo. Ele depois ocupa o posto de representante de deus Odin e esconde seu olho esquerdo por causa de um ferimento que sofreu de Aiolos por causa de um arco e flecha. Tudo especula que Andreas na verdade é Loki disfarçado que usou Lyfia para poder concretizar suas ambições ao ressuscitar os cavaleiros dourados. Ele acaba tendo suas ambições detidas pelos cavaleiros de ouro e aprisionado no Draupnir por Aiolia.
Loki (ロキ, Roki)
O falso deus de Asgard e o verdadeiro antagonista da série. Ele acorda quando possui a mão esquerda de Andreas e tira a flecha que Aiolos atirou com sucesso em seu olho esquerdo. Ele então passa a derrubar rapidamente Saga, Mu e Dohko com sua enorme velocidade e poder. Quando Shaka aparece e desperta sua Armadura Divina, Loki facilmente neutraliza o ataque do Cavaleiro de Ouro e o derrota também. Ele parece ser derrotado, incapaz de reviver completamente, quando Andreas é aparentemente morto pela Exclamação de Atena de Dohko, Saga e Mu, alimentada por suas Armaduras Divinas.
Lyfia (リフィア, Rifia), receptáculo de Odin.
Ela era amiga de infância de Frodi. Agora, depois que Andreas toma o lugar de Hilda, antiga representante do deus Odin, Hilda pede a Lyfia para que detenha as ambições de Andreas e destrua a Yggdrasil. Ela tenta convencer as pessoas das reais intenções de Andreas, mas nenhuma delas a deu ouvidos. Ela também chega a trazer os guardiões dourados dos doze signos para as terras gélidas de Asgard. Durante o processo, ela é confinada nas masmorras de Asgard, como também Aiolia que também teve seu corpo trazido de volta a vida. Ele depois se liberta e também Lyfia para destruir a Grande Árvore Yggdrasil. Ela alguma vez também é confundida em que ela e Aiolia estivessem namorando. Ela depois é controlada por Utgarda na batalha contra Dohko de Libra, mas ao ser salva, ela depois se lembra do que fez. Ela própria achou que deveria se matar para pagar por esse crime e salvar a honra de Asgard, mas Frodi e Aiolia eram contra, mas acaba sendo morta por Utgarda e morre nos braços de Aiolia. Ela depois volta à vida pela armadura de Odin e o próprio Deus usa Lyfia para transmitir uma mensagem a Aiolia para que este vista a lendária armadura de Odin. Mesmo tendo vindo a esse mundo como representante do deus Odin sobre a terra de Asgard, seu poder não foi o suficiente para impedir o nascimento da lança de Gungnir. Ela foi capaz de trazer novamente Aiolia e Aiolos, junto também os outros dourados que estavam sob estado de morte temporária por Aphrodite. Depois de deter as ambições de Loki, ela se despede de Aiolia ficando com o pingente que Aiolia recebeu de seu próprio irmão.
Hilda de Polaris (ポラリスのヒルダ, Porarisu no Hiruda)
O representante de Odin que uma vez foi possuída pelo Anel de Nibelungo e mais tarde resgatada pelos Cavaleiros de Bronze protagonistas da série original. Tendo caído sob uma doença estranha, Hilda reza para Lyfia para salvar Asgard derrotando Andreas e interrompendo seus esquemas malignos.
Freya (フレア, Furea)
Irmã de Hilda. Ela aparece junto de Hilda que agora está adoecida. Não tem aparecido muito na série.
Helena (ヘレナ, Herena)
Mulher pelo qual Deathmask perdidamente se apaixona. Ela é usada como cobaia de Fafner para a criação de novas safiras de Odin. Ela é salva pelo Aphrodite de Peixes, mas antes de Helena morrer, ela pede a Deathmask para que seus irmãos sejam fortes e se ajudem um ao outro. Deathmask, chocado com as palavras de Helena, ele desperta pela primeira vez sua armadura divina. Depois de Helena morrer, Deathmask passa a atuar de outra forma, seu caráter agora muda drasticamente. Fafner também usa seus irmãos para também brincar com os sentimentos de Deathmask, mas o vilão tomba nas mãos do Deathmask, embora este tenha ficado no Mundo dos Mortos sem perder a vida.

### Elenco
| Personagem              | Seiyū           | Dublador              |
| ----------------------- | --------------- | --------------------- |
| Aiolia de Leão          | Hideyuki Tanaka | Luiz Antônio Lobue    |
| Mu de Áries             | Takumi Yamazaki | Marco Aurélio Campos  |
| Dohko de Libra          | Kenyuu Horiuchi | Wellington Lima       |
| Shaka de Virgem         | Yūji Mitsuya    | Carlos Silveira       |
| Aldebaran de Touro      | Tesshō Genda    | Ronaldo Artinic       |
| Camus de Aquário        | Nobutoshi Canna | Mauro Castro          |
| Milo de Escorpião       | Toshihiko Seki  | Márcio Araújo         |
| Shura de Capricórnio    | Takeshi Kusao   | Fábio Moura           |
| Saga de Gêmeos          | Ryotaro Okiayu  | Gilberto Baroli       |
| Deathmask de Câncer     | Ryōichi Tanaka  | Paulo Celestino Filho |
| Aiolos de Sagitário     | Yūsaku Yara     | Paulo Porto           |
| Aphrodite de Peixes     | Keiichi Nanba   | Tatá Guarnieri        |
| Andreas Lise            | Tomokazu Seki   | Charles Dalla         |
| Loki                    | Tomokazu Seki   | Jorge Vasconcellos    |
| Hilda de Polaris        | Mitsuko Horie   | Marli Bortoletto      |
| Frodi de Gullinbursti   | Hiroshi Okamoto | Raul Ferreira         |
| Fafner de Nidhögg       | Ito Kentaro     | Jorge Cerruti         |
| Heracles de Tanngrisnir | Yūji Ueda       | Douglas Monteiro      |
| Baldr de Hraesvelgr     | Yūki Tai        | Pedro Alcântara       |
| Sigmund de Grani        | Tōru Nara       | Fabrício Rinaldi      |
| Surtr de Eikthyrnir     | Isshin Chiba    | Ricardo Monastero     |
| Utgarda de Garm         | Kenji Nojima    | Heitor Assali         |
| Lyfia                   | Aya Hisakawa    | Tarsila Amorim        |
| Helena                  | Wakana Yamazaki | Ingrid Sachs          |
| Julian Solo             | Keiichi Nanba   | Alfredo Rollo         |

## Episódios
| Temporada | Temporada | Episódios | Episódios | Originalmente exibido | Originalmente exibido  |
| Temporada | Temporada | Episódios | Episódios | Estreia da temporada  | Final da temporada     |
| --------- | --------- | --------- | --------- | --------------------- | ---------------------- |
|           | 1         | 13        | 13        | 11 de abril de 2015   | 26 de setembro de 2015 |

## Lançamento
A nova série começou a ser exibida através de streaming em 11 de abril de 2015. A Bandai Channel transmite o anime no Japão, enquanto o site Daisuki transmite a série para os outros países, incluindo o Brasil. Já o Crunchyroll também transmite os episódios simultaneamente para os países lusófonos.
Em janeiro de 2020, os 13 episódios do anime foram lançados nos cinemas brasileiros com distribyução pela PlayArte, a distribuidora do anime, com dublagem brasileira feita pela DuBrasil e a presença do dublador do Saga de Gêmeos, Gilberto Baroli nos cinemas. No final de 2019 foi anunciado o lançamento do DVD com 3 discos e 2 Blu-ray para o ano de 2020. A pré-venda começou no mês de janeiro e durou até o dia 9 de março. O anime foi dublado em meados de 2016, antes da morte de Paulo Celestino, dublador do Deathmask (ou Máscara da Morte), em 2017, que recebeu uma homenagem na capa do terceiro DVD.